# Aliya Boshnak
Aliya Boshnak (en arabe : عالية بوشناك), née le 19 décembre 2000, est une athlète jordanienne.

## Carrière
Elle est médaillée de bronze du relais 4 × 400 mètres aux Championnats d'Asie d'athlétisme en salle 2016 à Doha (elle ne participe qu'aux séries). Elle termine septième de la finale du 400 mètres aux Championnats d'Asie d'athlétisme 2017 à Bhubaneswar avant d'être sacrée championne de Jordanie du 100 mètres en 2018 et médaillée de bronze du 400 mètres aux Championnats d'Asie de l'Ouest de 2018 à Amman.
Elle bénéficie d'une place pour les Jeux olympiques d'été de 2020 attribuée à la Jordanie au nom de l'universalité des Jeux ; elle dispute le 400 mètres féminin.